# Bruce Carlson
Bruce Carlson (* 1944 in Toronto/Ontario) ist ein kanadischer Komponist.

## Leben
Carlson studierte in Toronto Musiktheorie und Harmonielehre bei Captain W. T. Atkins, dem Dirigenten der Queen’s Own Rifles Band, und in Winnipeg Komposition bei Robert Turner. Er setzte sein Studium an der University of Waterloo (Bachelor 1967), der University of Toronto (Lehrdiplom 1969) und an der University of Manitoba (Master 1974) fort.
Er erhielt Kompositionsaufträge des Manitoba Arts Council für die Konzertreihen Music Inter Alia und Aurora Musicale, der University of Manitoba, der Stadt Winnipeg und verschiedener Chöre und Musiker, die auch in Programmen der CBC wie Two New Hours, Music West und Arts Encounters gesendet und u. a. vom Festival Quartet of Canada, dem The Winnipeg Brass, den The Winnipeg Singers, dem Winnipeg Philharmonic Choir und dem Purcell String Quartet aufgeführt wurden. 
Mit seinen Chronlyricles I für Flöte und Laute wurde 1981 eine Petroglyphenausstellung am Museum of Man and Nature in Winnipeg eröffnet. Seine Anthems wurden in ganz Nordamerika und Europa aufgeführt. Mit Peter Allen, Jim Hiscott und William Pura gründete er 1981 IZ Music, eine Konzertgesellschaft für neue Musik. 1981 und 1988 erhielt er Auszeichnungen des Manitoba Arts Council.